# Hydrant

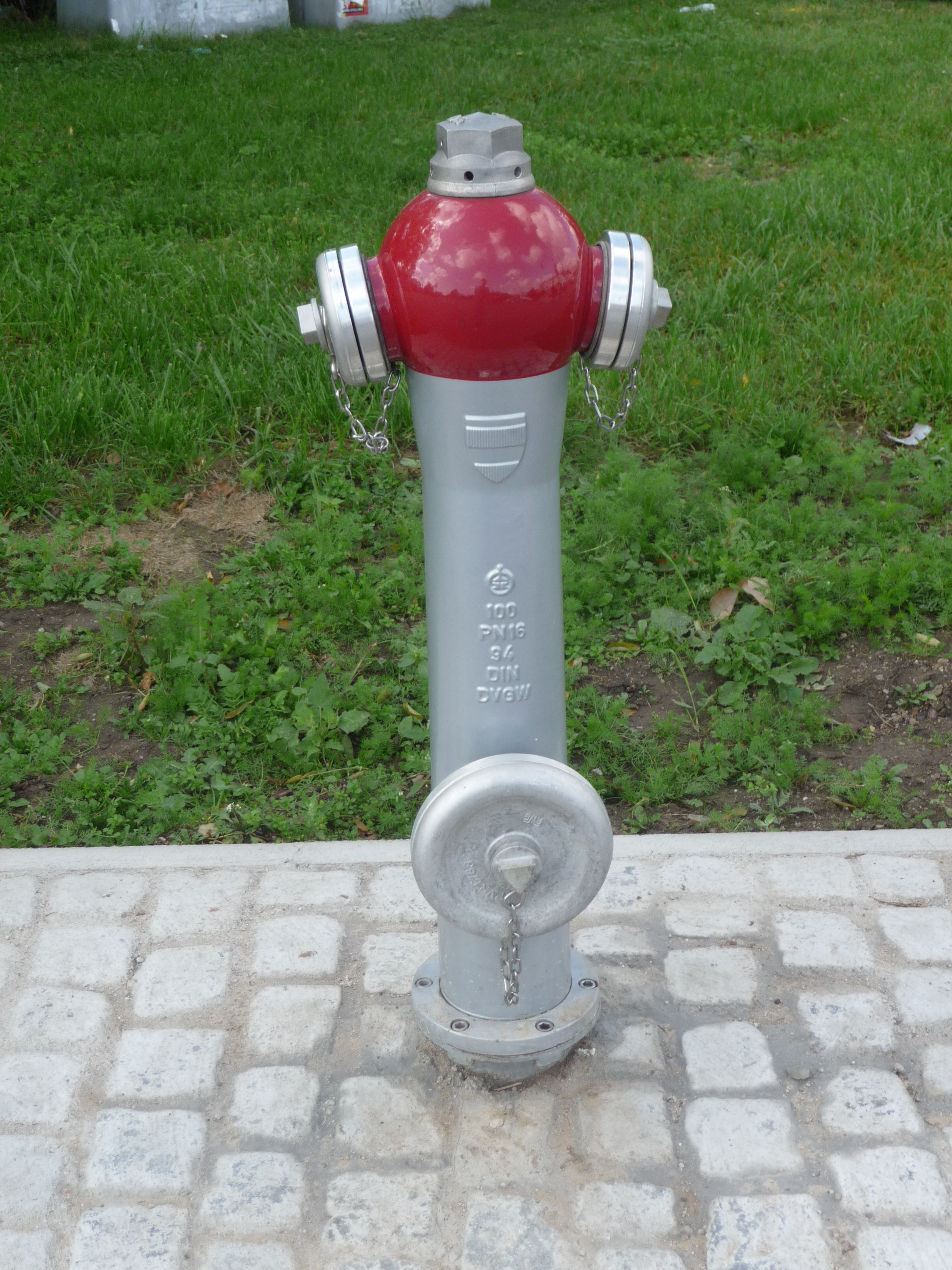
Moderní nadzemní hydrant

Hydrant (také požární hydrant) je armatura, umístěná na vodovodním potrubí, sloužící k napojení hasičské zásahové hadice a následnému rozvodu vody při hašení požáru.

## Historie
Zavádění hydrantů v Rakouské monarchii vycházelo z nových požárních předpisů,  vyhlášených císařovnou Marií Terezií a uváděných v realizaci jejím synem císařem Josefem II. První litinové armatury hydrantů vyšly z Komárovských sléváren až v 19. století.

## Použití
Hydrant je primárně určen k zásahu proti požárům pro hasičské jednotky. Pro přístup k hydrantu je potřebný hydrantový klíč, který tvoří výbavu hasičských vozidel.

## Rozdělení

### Nadzemní hydrant
Je dostupný z volného povrchu země, má tvar trubky s uzavírací armaturou a napojovacími hrdly. Jeho korpus je přibližně válcový nebo kónický nahoře s profilovanou hlavicí. Zpravidla je odlitý z jednoho kusu železné litiny se dvěma nebo třemi šroubovacími ocelovými uzávěry, jištěnými  pojistným řetězem. Hydrant bývá nalakován výstražnou červenou barvou, ale vyskytují se i jiné barvy jako zelená, žlutá, šedá nebo modrá. Hydrant používají hasiči při likvidaci požáru. Hydranty v obcích a městech jsou napojeny na běžný rozvod pitné vody. Hydranty ve větších průmyslových závodech bývají napojeny na zvláštní požární vodovod. U moderních hydrantů je přírubový spoj mezi vlastním tělem hydrantu a podzemní částí proveden jako lámavý. Ulomením hydrantu (např. nárazem vozidla) dojde pouze ke zničení nahraditelného spoje. Samotný hydrant a podzemní rozvod zůstane nepoškozen.

### Podzemní hydrant
Podzemní hydrant se nachází pod úrovní země. Pro přístup k podzemnímu hydrantu je nutné sejmout kryt hydrantu (poklop), hydrant odemknout pomocí hydrantového klíče a napojit na něj nástavec na podzemní hydranty. Podzemní hydrant slouží primárně k zásahu hasičů při požárech. Nevýhodou podzemních hydrantů (zvláště ve městech) je, že často bývají znepřístupněny parkujícími automobily.

### Zabudovaný nástěnný hydrant
Tento typ hydrantu je umístěn v nástěnné skříňce hydrantu spolu s požární hadicí.
Slouží k rychlému zásahu proti požáru, zejména do příchodu hasičské jednotky na místo požáru. Patří do základního
vybavení protipožární ochrany budov. Hydrantová skříň může být i uzamčená, ale za podmínky příslušného klíče k zámku od hydrantové skříně např. v požární krabičce. Hydrantová skříň nemusí být na rozdíl od hasicího přístroje vybavena plombou, ale HZS tento postup doporučuje.

## Kontrola hydrantů
Dle právního řádu České republiky patří požární hydranty mezi požárně bezpečnostní zařízení a vztahuje se tak na ně povinnost provádět nejméně jednou ročně kontrolu provozuschopnosti. Kontrolu provozuschopnosti požárních hydrantů může provádět pouze osoba, která je držitelem platného oprávnění k provádění kontrol zařízení pro zásobování požární vodou a při své činnosti musí splňovat podmínky stanovené právními předpisy, normativními požadavky a průvodní dokumentací výrobce konkrétního typu požárně bezpečnostního zařízení.

## Galerie

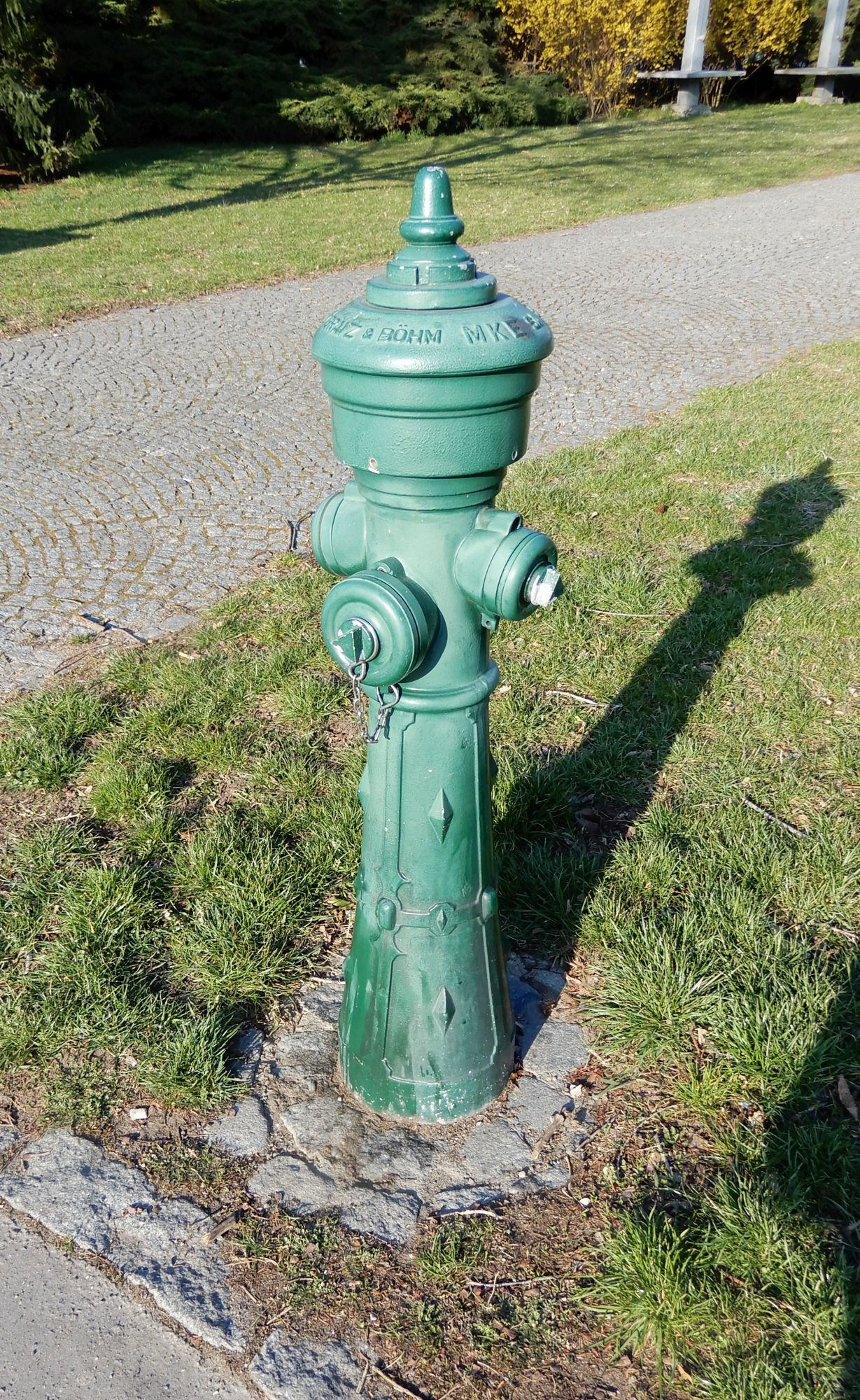
Historická armatura hydrantu firmy Böhm, Praha
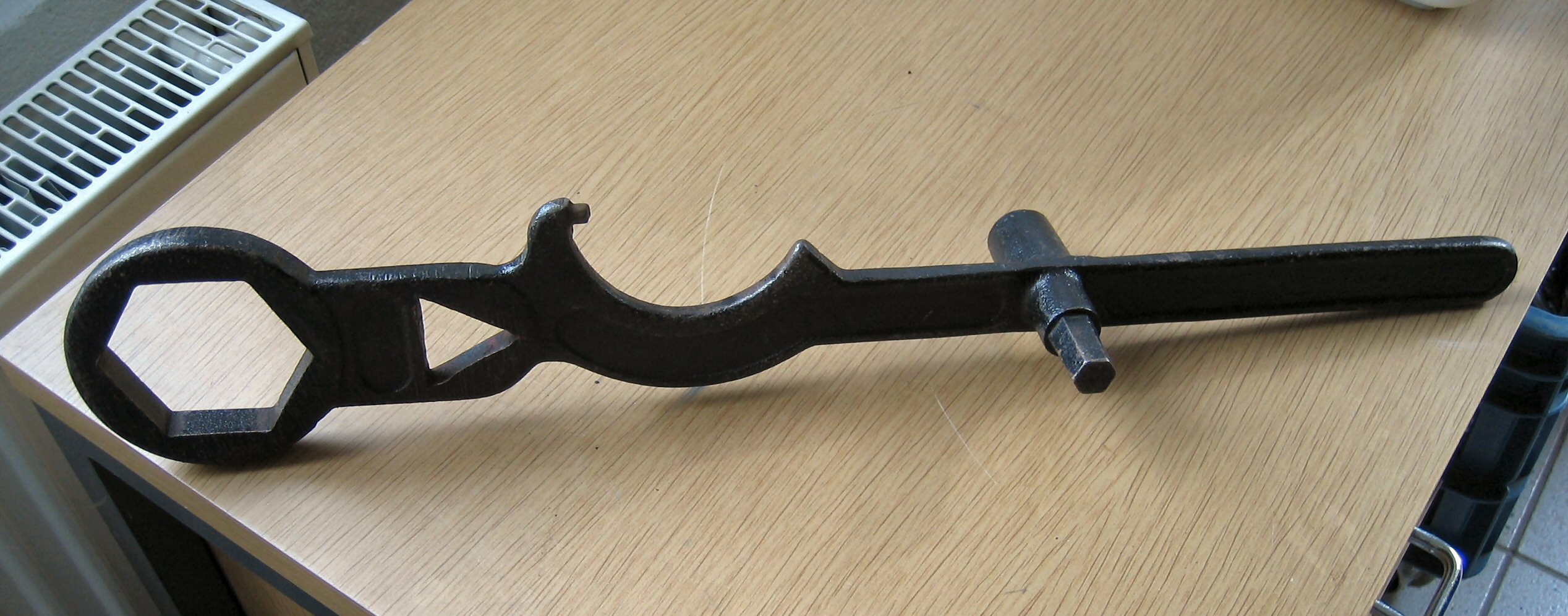
Hydrantový klíč
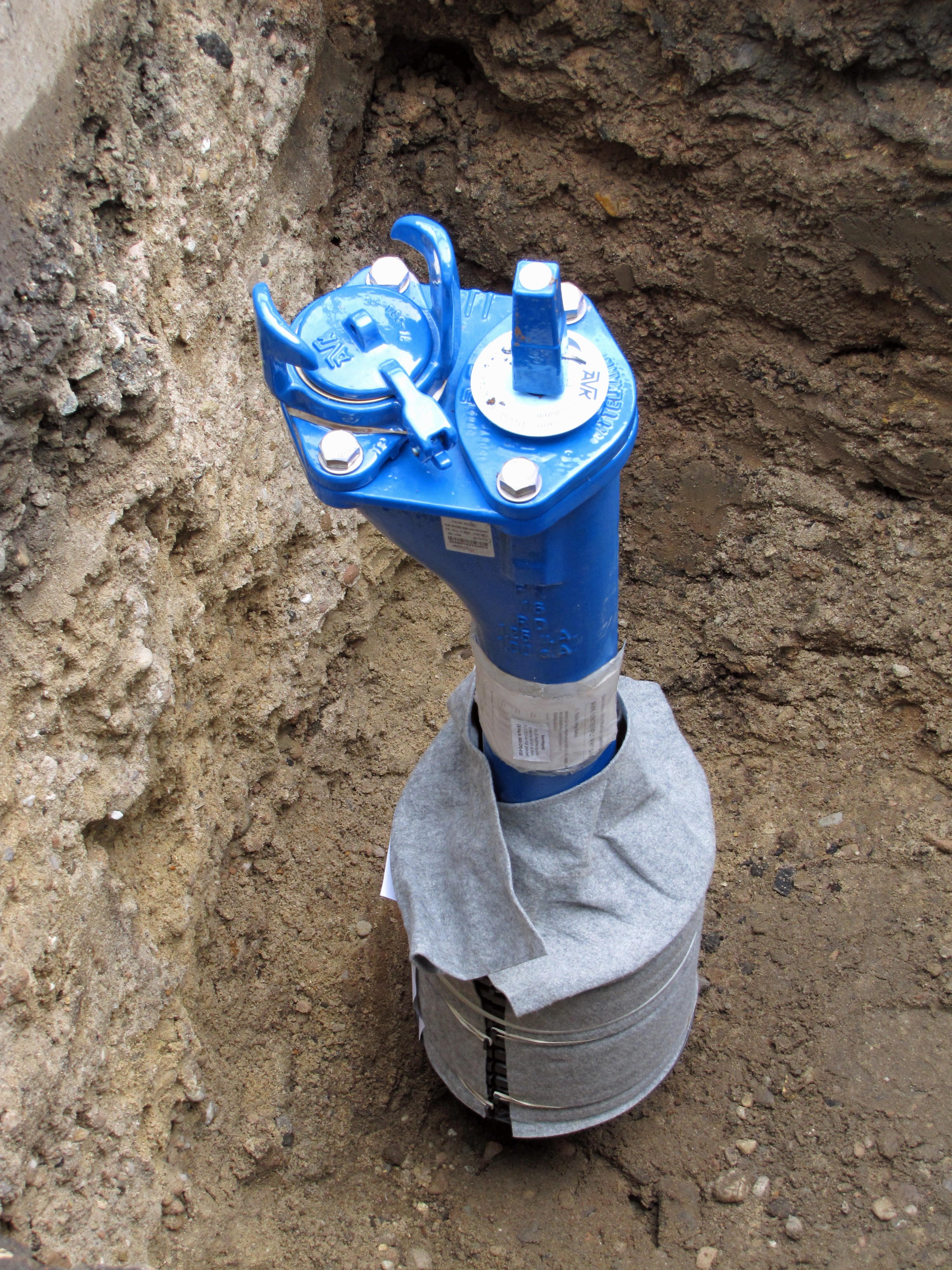
Podzemní hydrant
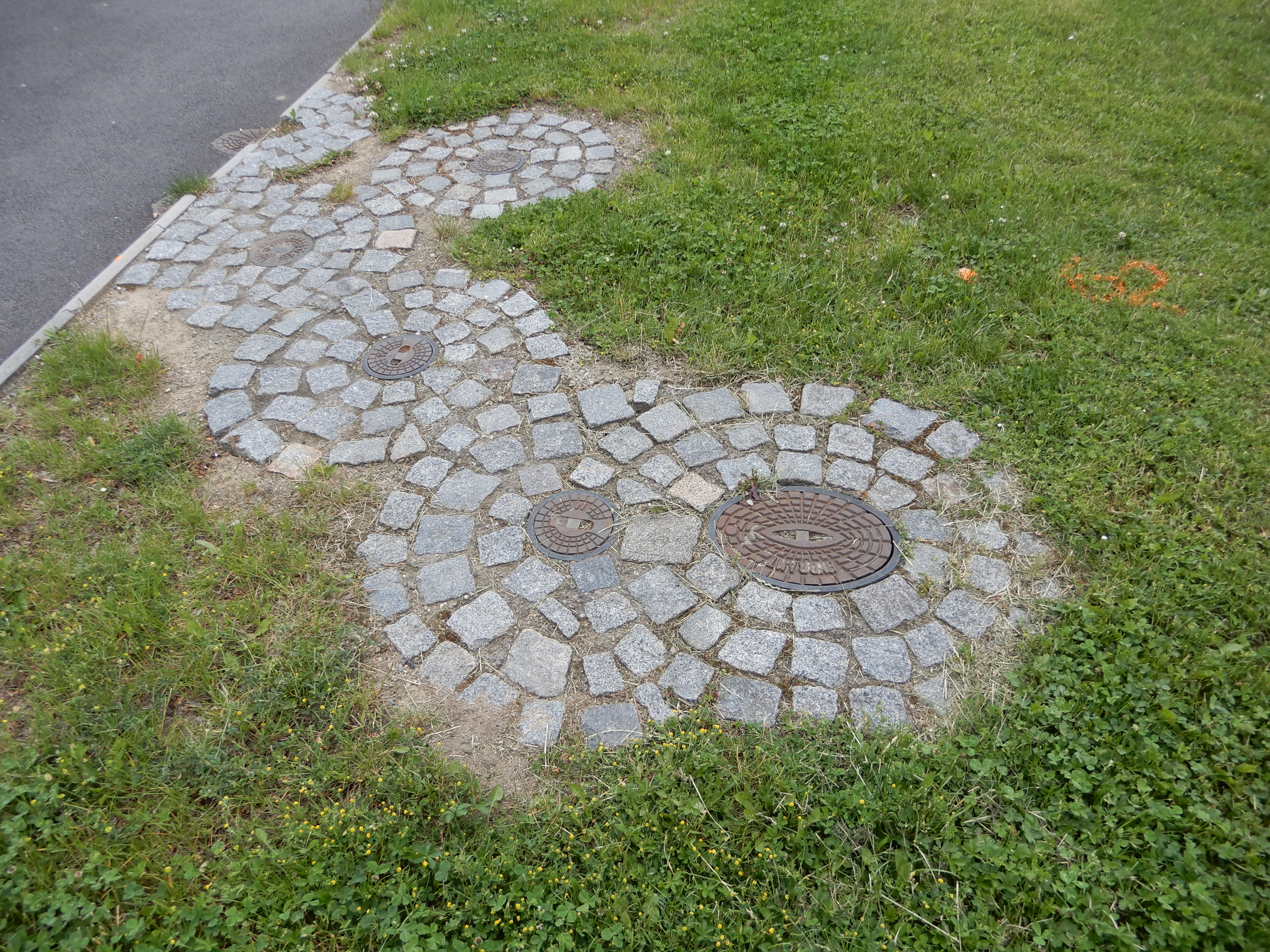
Poklopy podzemních hydrantů v Praze-Dejvicích
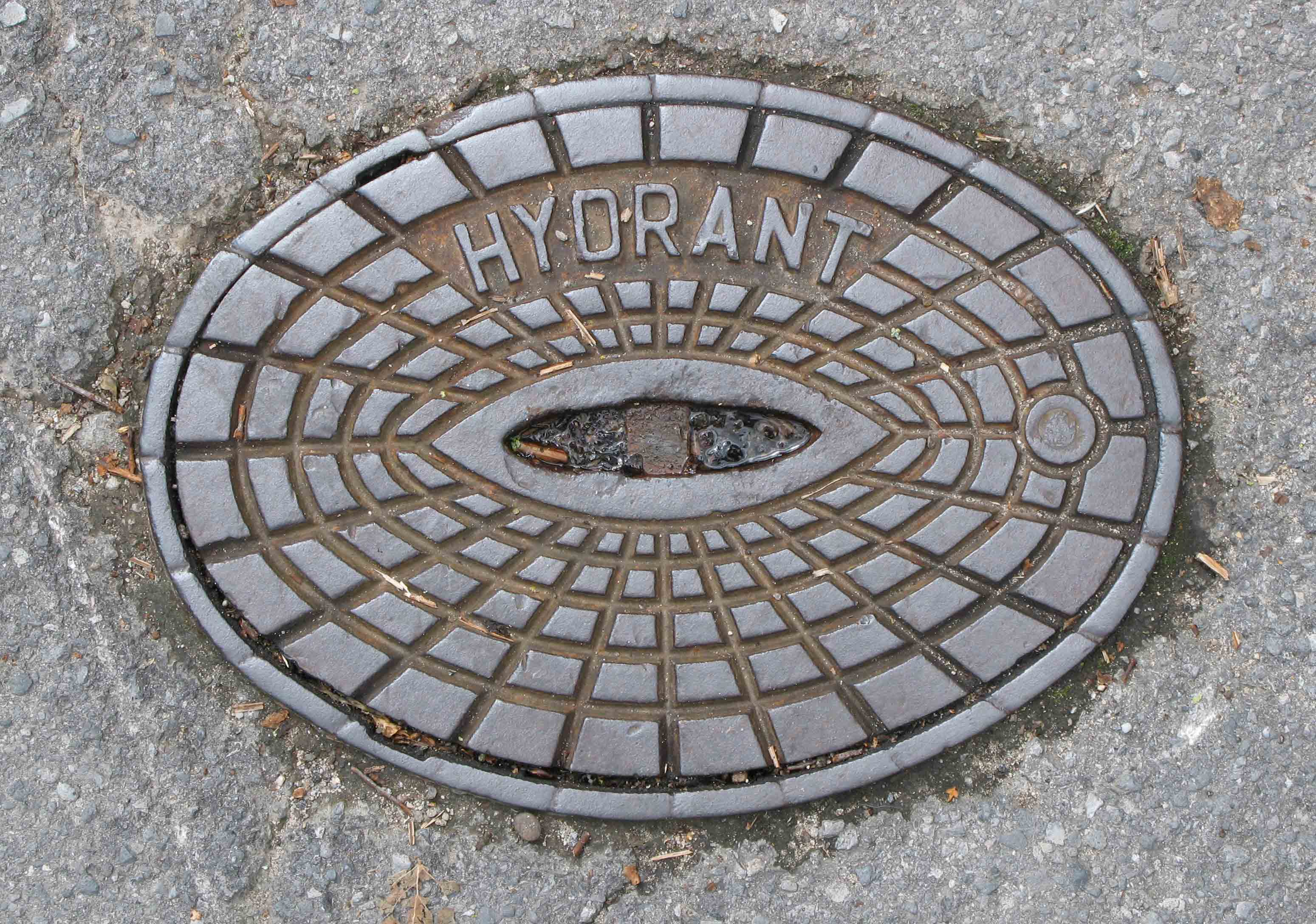
Poklop podzemního hydrantu v Lucembursku
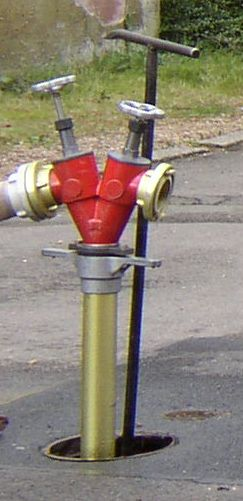
Otevřený podzemní hydrant s napojeným nástavcem
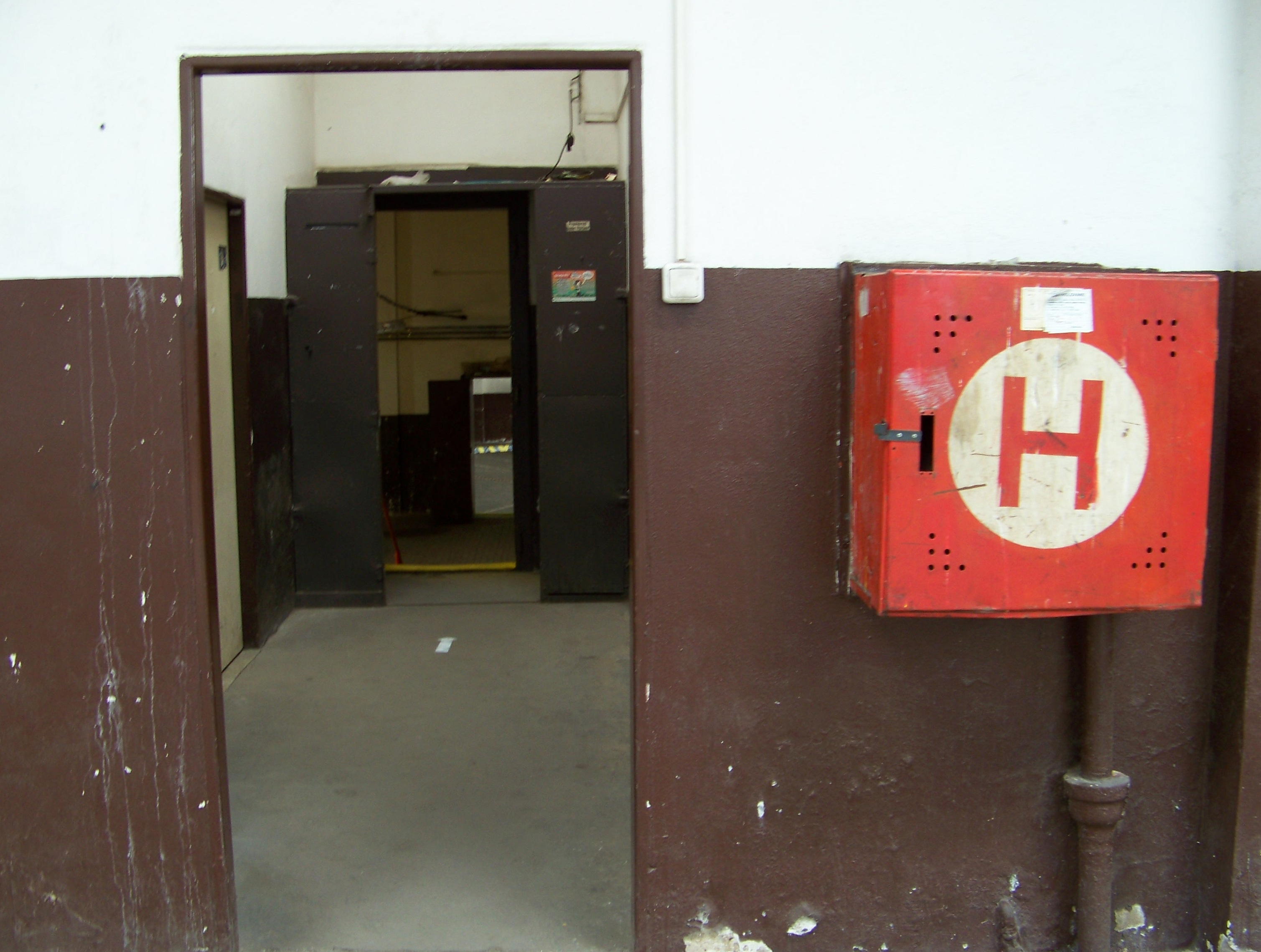
Skříň nástěnného hydrantu s hadicí